# داني روبن
داني روبن (بالفرنسية: Dany Robin)‏ هي ممثلة فرنسية، ولدت في 14 أبريل 1927 بكلامار في فرنسا، وتوفيت في 25 مايو 1995 بالدائرة السادسة عشرة في باريس في فرنسا. بدأت مشوارها المهني سنة 1945.

## وصلات خارجية
- داني روبن على موقع IMDb (الإنجليزية)
- داني روبن على موقع مونزينجر (الألمانية)
- داني روبن على موقع ألو سيني (الفرنسية)
- داني روبن على موقع أول موفي (الإنجليزية)
- داني روبن على موقع قاعدة بيانات الأفلام السويدية (السويدية)
- داني روبن على موقع ديسكوغز (الإنجليزية)
- داني روبن على موقع قاعدة بيانات الفيلم (الإنجليزية)
- داني روبن على موقع كينوبويسك (الروسية)